# 미스 유니버스 2011
제60회 미스 유니버스 2011 대회는 2011년 9월 12일에 브라질의 상파울루에서 열렸으며, 크레디카드 홀 센트럴 문화의 전당에서 개최되었다. 멕시코 출신의 미스 유니버스 2010인 히메나 나바레테가 미스 유니버스 2011의 우승자인 앙골라 출신의 레일라 로페스에게 왕관을 물려주었다. 60주년 기념인 미스 유니버스 2011 대회는 역대 최대 인원으로 89개의 국가가 참가 하였는데, 그 이전까지 최대 인원 참가 기록은 미스 유니버스 2006 대회로, 86명이 참가하였다.

## 결과

### 최종 결과

미스 유니버스 2011 순위

| 득점결과           | 참가자 |
| ------------------ | --- |
| 미스 유니버스 2011 | - 앙골라 – 레일라 로페스 |
| 2위                | - 우크라이나 – 올레샤 스테판코 |
| 3위                | - 브라질 – 프리실라 마차도 |
| 4위                | - 필리핀 – 섐시 섭섭 |
| 5위                | - 중국 – 뤄 즈린 |
| Top 10             | - 오스트레일리아 – 셰리-리 빅스 - 코스타리카 - 조아나 솔라노 - 프랑스 – 로리 틸망 - 포르투갈 – 로라 곤칼베스 ‡ - 파나마 – 셸드리 사에스                                           |
| Top 16             | - 코소보 – 아퍼르디타 드레샤이 - 콜롬비아 - 카탈리나 로바요 - 푸에르토리코 – 비비아나 오르티스 - 네덜란드 – 켈리 웨이커스 - 미국 – 앨리사 캄파넬라 - 베네수엘라 – 바네사 곤칼베스 |

‡ 인터넷 투표로 Top 16 준준결승에 진출한 참가자. 인터넷 투표의 1위인 필리핀과 2위인 베네수엘라가 준준결승에 이미 진출 했으므로, 3위인 포르투갈이 준준결승에 진출 성공하였다.

### 특별상
우정상 몬테네그로 - 니콜리나 론찰
포토제닉 스웨덴 - 로니아 폰스텟
전통의상 파나마 - 셸드리 사에스

### 예전 대회와 비교
- 앙골라 - 레일라 로페스는 첫 번째 앙골라 출신 미스 유니버스 우승자이다.
- 오스트레일리아 - 오스트레일리아는 4년 연속 준준결승 이상 진출 하는데 성공했다.
- 포르투갈 - 포르투갈은 미스 유니버스 역사상 최초로 준준결승에 진출 하는데 성공했고, 인터넷 투표로 진출 한 것도 처음이다.
- 앙골라,  우크라이나 - 앙골라와 우크라이나는 예전과 비교 해서 2011년에 최고의 순위를 기록 했다.
- 콜롬비아,  프랑스,  필리핀,  푸에르토리코,  우크라이나 - 2010년과 2011년 모두 진출 하는데 성공하였다.
- 몬테네그로 - 몬테네그로는 우정상을 처음 수상하였다.
- 네덜란드 - 네덜란드는 1992년 이후로 진출 하였다.
- 중국 - 중화인민공화국은 2002년 이후로 진출 하였다.
- 코스타리카,  파나마 - 코스타리카와 파나마는 2004년 이후로 진출 하였다.
- 앙골라,  브라질 - 앙골라와 브라질은 2007년 이후로 진출 하였다.
- 코소보,  미국,  베네수엘라 - 코소보, 미국, 베네수엘라는 2009년 이후로 진출 하였다.

## 대회 정보

### 배경 음악
오프닝세르지오 멘데스, 블랙 아이드 피스 - Mas que Nada
수영복 심사클라우디아 레이치 - Locomotion (라이브)
이브닝 가운 심사베벨 질베르토 - Close Your Eyes (라이브)

### 심사위원

#### 예선
- Ana Paula Junqueira - 아나 폴라 훈퀘이라
- BJ Coleman - BJ 콜맨
- Francesca Romana - 프란체스카 로마냐
- Jimmy Nguyen - 지미 응우옌
- Lara Spotts - 라라 스포츠
- Scott Lazerson - 스캇 레이저슨
- Matheus Mazzafera - 매튜스 마짜페라

#### 본선
- Amelia Vega - 아멜리아 베가 (미스 유니버스 2003)
- Italo Zanzi - 이탈로 잔지
- Farouk Shami - 퍼룩 셰미
- Helios Castroneves - 헬리오스 까스트로네베스
- Connie Chung - 코니 청
- Isabeli Fontana - 이사벨리 폰타나
- Vivica Fox - 비비카 폭스
- Adrienne Maloof - 아드리앤 말루프
- Lea Salonga - 레아 살롱가

### 새로운 포맷

#### 16번째 준준결승자 투표
- 미스 유니버스 조직회는 미스 USA 2011 대회와 마찬가지로 인터넷 투표(미스 유니버스 공식 홈페이지 투표 보관됨 2014-12-30 - 웨이백 머신, NBC 투표)를 통하여 미스 유니버스 2011의 16번째 준준결승자를 뽑기로 하였고, 이는 미스 유니버스 역사상 처음 있는 일이다.

#### 네티즌 점수
- 본선에 네티즌 들의 점수가 매겨지게 되었다. (http://www.nbc.com/uscore[깨진 링크(과거 내용 찾기)]) 네티즌 들의 점수는 본선 결과에 영향이 없었으며 본선에 네티즌들의 후보 별 평균 점수만 나타났다. 이 점수매기기 사이트는 본선 전에는 활성화되지 않았으며, 본선 중에 점수판이 활성화되었다.

## 참가자

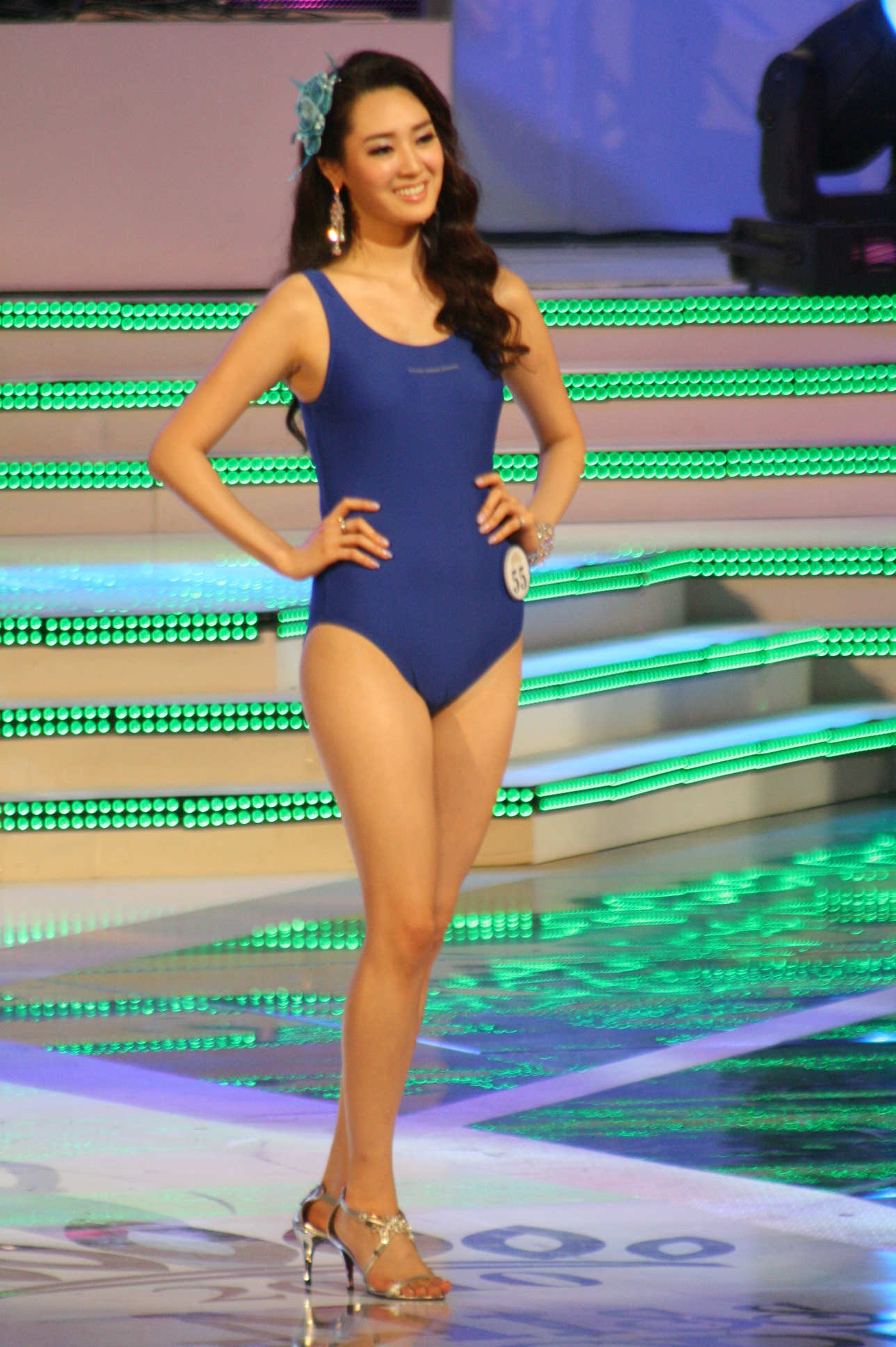
정소라

| 국가                 | 참가자 이름             | 영문 이름              | 나이 | 신장 | 출신지            |
| -------------------- | ----------------------- | ---------------------- | ---- | ---- | ----------------- |
| 알바니아             | 제시카 버버리           | Xhesika Berberi        | 20   | 175  | 슈코더르          |
| 앙골라               | 레일라 로페즈           | Leila Lopes            | 25   | 179  | 벵겔라주          |
| 아르헨티나           | 나탈리아 로드리게스     | Natalia Rodriguez      | 25   | 174  | 부에노스아이레스  |
| 아루바               | 질리안 베리             | Gillain Berry          | 24   | 175  | 오랑예스타트      |
| 오스트레일리아       | 셰리-리 빅스            | Scherri-Lee Biggs      | 21   | 175  | 퍼스              |
| 바하마               | 아나스타쟈 피에르       | Anastagia Pierre       | 22   | 178  | 나소              |
| 벨기에               | 저스틴 데 혼크헤레      | Justine De Jonckheere  | 19   | 173  | 베벨겜            |
| 볼리비아             | 올리비아 피네이로       | Olivia Pinheiro        | 27   | 174  | 산타크루즈        |
| 보츠와나             | 라로나 카보             | Larona Kgabo           | 25   | 173  | 가보로네          |
| 브라질               | 프리실라 마차도         | Priscila Machado       | 25   | 180  | 히우그란지두술    |
| 영국령 버진아일랜드  | 셔로마 홋지             | Sheroma Hodge          | 26   | 175  | 로드타운          |
| 캐나다               | 첼시 드로셰             | Chelsae Durocher       | 20   | 175  | 온타리오          |
| 케이맨 제도          | 크리스틴 알렉산더       | Cristin Alexander      | 23   | 182  | 조지타운          |
| 칠레                 | 바네사 세루티           | Vanessa Ceruti         | 25   | 178  | 산티아고          |
| 중국                 | 뤄 지린                 | Luo Zi Lin             | 24   | 175  | 상하이            |
| 콜롬비아             | 카탈리나 로바요         | Catalina Robayo        | 22   | 174  | 팔미라            |
| 코스타리카           | 조아나 솔라노           | Johanna Solano         | 20   | 175  | 에레디아          |
| 크로아티아           | 나탈리야 프리카         | Natalija Prica         | 22   | 176  | 자그레브          |
| 퀴라소 섬            | 에발리나 반 푸텐        | Evalina van Putten     | 19   | 181  | 빌렘스타트        |
| 키프로스             | 안드리 카란토니         | Andri Karantoni        | 18   | 171  | 니코시아          |
| 체코                 | 짓카 노바치코바         | Jitka Nováčková        | 19   | 175  | 체스케 부데요비체 |
| 덴마크               | 산드라 아미르           | Sandra Amer            | 21   | 176  | 코펜하겐          |
| 도미니카 공화국      | 달리아 페르난데스       | Dalia Fernandez        | 21   | 173  | 산티아고          |
| 에콰도르             | 클라우디아 치스         | Claudia Schiess        | 21   | 172  | 산타크루스 섬     |
| 이집트               | 사라 엘-코울리          | Sara El-Khouly         | 23   | 173  | 카이로            |
| 엘살바도르           | 마이라 알다나           | Mayra Aldana           | 25   | 170  | 산살바도르        |
| 에스토니아           | 마드리 빌살             | Madli Vilsar           | 20   | 180  | 쿠레사아레        |
| 핀란드               | 피아 파카리넨           | Pia Pakarinen          | 20   | 170  | 조엔수            |
| 프랑스               | 로리 틸망               | Laury Thilleman        | 20   | 179  | 브레스트          |
| 조지아               | 에카 굴스카야           | Eka Gurtskaia          | 25   | 181  | 트빌리시          |
| 독일                 | 발레리아 비스트릿스카야 | Valeria Bystritskaia   | 25   | 176  | 카를스루에        |
| 가나                 | 야이라 네고             | Yayra Nego             | 26   | 172  | 플리머스          |
| 영국                 | 클로이베스 모건         | Chloe-Beth Morgan      | 25   | 170  | 쿰브란            |
| 그리스               | 일리아나 파파욜기우     | Iliana Papageorgiou    | 23   | 177  | 파트라스          |
| 괌                   | 셰이나 조 아파이센      | Shayna Jo Afaisen      | 24   | 165  | 데데도            |
| 과테말라             | 알레한드라 바리쟈       | Alejandra Barillas     | 25   | 177  | 과테말라 시티     |
| 가이아나             | 카라 로드               | Kara Lord              | 23   | 173  | 조지타운          |
| 아이티               | 아네지 아자엘           | Anedie Azael           | 22   | 177  | 란더길            |
| 온두라스             | 케이린 고메즈           | Keylin Gómez           | 23   | 170  | 산페드로술라      |
| 헝가리               | 베타 립체이             | Betta Lipcsei          | 23   | 172  | 스자르바스        |
| 인도                 | 바수키 선카발리         | Vasuki Sunkavalli      | 27   | 173  | 하이데라바드      |
| 인도네시아           | 나딘 알렉산드라         | Nadine Alexandra       | 20   | 170  | 자카르타          |
| 아일랜드             | 이파 하넌               | Aoife Hannon           | 19   | 178  | 더블린            |
| 이스라엘             | 킴 에드리               | Kim Edri               | 19   | 175  | 스데롯            |
| 이탈리아             | 엘리사 토리니           | Elisa Torrini          | 22   | 180  | 로마              |
| 자메이카             | 샤키라 마틴             | Shakira Martin         | 25   | 172  | 킹스턴            |
| 일본                 | 카미야마 마리아         | Maria Kamiyama         | 24   | 168  | 오사카            |
| 카자흐스탄           | 발레리야 알레이니코바   | Valeriya Aleinikova    | 22   | 175  | 알마티            |
| 대한민국             | 정소라                  | Sora Chong             | 20   | 171  | 서울              |
| 코소보               | 아퍼르디타 드레샤이     | Aferdita Dreshaj       | 25   | 183  | 프리슈티나        |
| 레바논               | 야라 코울리-미카엘      | Yara Khoury-Mikhael    | 19   | 176  | 베이루트          |
| 말레이시아           | 데버러 프리야 헨리      | Deborah Priya Henry    | 26   | 178  | 쿠알라룸푸르      |
| 모리셔스             | 레티샤 다치             | Laetitia Darche        | 20   | 175  | 포트루이스        |
| 멕시코               | 카린 온티베로스         | Karin Ontiveros        | 23   | 180  | 아마띠딴          |
| 몬테네그로           | 니콜리나 론찰           | Nikolina Lončar        | 18   | 178  | 플제비자          |
| 네덜란드             | 켈리 웨이커스           | Kelly Weekers          | 22   | 180  | 림부르크          |
| 뉴질랜드             | 프리야니 푸케타푸       | Priyani Puketapu       | 20   | 173  | 웰링턴            |
| 니카라과             | 아드리아나 도른         | Adriana Dorn           | 24   | 175  | 마나과            |
| 나이지리아           | 소피 제말               | Sophie Gemal           | 22   | 172  | 바엘사            |
| 파나마               | 셸드리 사에스           | Sheldry Saez           | 19   | 173  | 치트레            |
| 파라과이             | 알바 리퀠메             | Alba Riquelme          | 20   | 180  | 아순시온          |
| 페루                 | 나탈리에 베르티스       | Natalie Vertiz         | 19   | 183  | 리마              |
| 필리핀               | 섐시 섭섭               | Shamcey Supsup         | 25   | 175  | 제너럴 산토스     |
| 폴란드               | 로잘리야 맨세비츠       | Rozalia Mancewicz      | 24   | 175  | 포미각처          |
| 포르투갈             | 로라 곤칼베스           | Laura Gonçalves        | 22   | 175  | 리스본            |
| 푸에르토리코         | 비비아나 오르티스       | Viviana Ortiz          | 25   | 175  | 코로살            |
| 루마니아             | 라리사 포파             | Larisa Popa            | 24   | 175  | 슬라티나          |
| 러시아               | 나탈리아 간티무로바     | Natalia Gantimurova    | 20   | 181  | 모스크바          |
| 세르비아             | 아냐 샤라노비치         | Anja Šaranović         | 21   | 178  | 크랄레보          |
| 싱가포르             | 발레리 림               | Valerie Lim            | 26   | 179  | 싱가포르          |
| 슬로바키아           | 대그마 콜레사로바       | Dagmar Kolesarova      | 20   | 178  | 레부카            |
| 슬로베니아           | 에마 야고디치           | Ema Jagodic            | 22   | 176  | 류블랴나          |
| 남아프리카 공화국    | 보캉 몬자니             | Bokang Montjane        | 25   | 175  | 요하네스버그      |
| 스페인               | 파올라 구이요           | Paula Guillo           | 22   | 181  | 엘체              |
| 스리랑카             | 스테파니 시리와드아나   | Stephanie Siriwardhana | 23   | 168  | 콜롬보            |
| 세인트루시아         | 조이-앤 비세츠          | Joy-Ann Biscette       | 25   | 173  | 캐스트리스        |
| 스웨덴               | 로니아 포솃             | Ronnia Fornstedt       | 20   | 179  | 쇠데르텔리에      |
| 스위스               | 커스틴 쿡               | Kerstin Cook           | 22   | 180  | 크리엔스          |
| 탄자니아             | 넬리 캄웰루             | Nelly Kamwelu          | 19   | 172  | 다르에스살람      |
| 태국                 | 차야손 사콘찬           | Chanyasorn Sakornchan  | 21   | 175  | 촌부리            |
| 트리니다드 토바고    | 가브리엘 월콧           | Gabrielle Walcott      | 27   | 170  | 포트오브스페인    |
| 튀르키예             | 멜리사 아슬리 파묵      | Melisa Aslı Pamuk      | 20   | 176  | 이스탄불          |
| 터크스 케이커스 제도 | 에셔 파커               | Easher Parker          | 19   | 168  | 프로비덴셜스      |
| 우크라이나           | 올레샤 스테판코         | Olesya Stefanko        | 23   | 177  | 오데사            |
| 우루과이             | 페르난다 세미뇨         | Fernanda Semino        | 18   | 168  | 몬테비데오        |
| 미국                 | 앨리사 캄파넬라         | Alyssa Campanella      | 21   | 173  | 로스앤젤레스      |
| 미국령 버진아일랜드  | 알렉산드랴 에반스       | Alexandrya Evans       | 25   | 165  | 세인트 크로이     |
| 베네수엘라           | 바네사 곤칼베스         | Vanessa Gonçalves      | 25   | 177  | 카라카스          |
| 베트남               | 부호앙미                | Vu Hoang My            | 22   | 172  | 동 나이           |

## 재 참가 국가
| - 2002: - 포르투갈 - 2006: - 칠레 - 2007: - 세인트루시아 | - 2009: - 케이맨 제도 - 에스토니아 - 몬테네그로 - 터크스 케이커스 제도 - 베트남 |

## 참가자들의 다른 대회 참가
| 미스 틴 USA 2004 - 바하마: 아나스타지아 피에르 ( 플로리다) 미스 투어리즘 퀸 인터내셔널 2005 - 폴란드: 로잘리야 맨세비츠 (4위) 미스 틴 USA 2007 - 미국: 앨리사 캄파넬라 ( 뉴저지) (2위) 미스 어스 2007 - 남아프리카 공화국: 보캉 몬자니 (준결승) 미스 월드 2007 - 말레이시아: 데보라 헨리 (준결승) 미스 월드 2008 - 영국: 클로이베스 모건 ( 웨일스) - 세인트루시아: 조이-앤 비세츠 - 트리니다드 토바고: 가브리엘 월콧 (3위) 미스 USA 2009 - 바하마: 아나스타지아 피에르 ( 플로리다) - 가나: 야이라 에리카 네고 ( 미네소타) (준결승) 미스 라틴 아메리카 2009 - 코스타리카: 조아나 솔라노 (우승) 레이나 문디얄 델 바나노 2009 - 도미니카 공화국: 달리아 페르난데스 (2위) 미스 어스 2009 - 엘살바도르: 마이라 알다나 - 싱가포르: 발레리 림 (16위) 미스 인터내셔널 2009 - 영국: 클로이베스 모건 (3위) - 남아프리카 공화국: 보캉 몬자니 | 미스 글로벌 틴 2010 - 캐나다: 첼시 드로셰 뷰티 오브 더 월드 2010 - 파라과이: 알바 리퀠메 미스 수프라내셔널 2010 - 덴마크: 산드라 아미르 ( 이라크) - 에콰도르: 클라우디아 치스 미스 월드 2010 - 케이맨 제도: 크리스틴 알렉산더 - 이집트: 사라 엘-코울리 미스 인터컨티넨탈 2010 - 바하마: 아나스타지아 피에르 (3위) 미스 인터내셔널 2010 - 세르비아: 아냐 사라노비치 (준결승) 미스 서던 아프리카 인터내셔널 2011 - 탄자니아: 넬리 캄웰루 (우승) 미스 인터내셔널 2011 - 탄자니아: 넬리 캄웰루 미스 어스 2011 - 탄자니아: 넬리 캄웰루 미스 투어리즘 퀸 인터내셔널 2011 - 탄자니아: 넬리 캄웰루 (5위) 미스 메디터라니안 2011 - 이집트: 사라 엘-코울리 (우승) 미스 월드 2011 - 프랑스 - 로리 틸망 |

## 참가자 특이 사항
- 퀴라소 섬 - 미스 퀴라소 2011 모니파 젠슨은 미스 유니버스 조직회가 규정한 나이보다 어린 17살로 참가 자격에 미달되었다. 2위인 에발리나 반 푸텐이 참가하게 되었다.[3]
- 엘살바도르 - 누에스트라 벨리사 엘살바도르 2011 알레한드라 오초아는 불치병으로 인하여 참가할 수 없게 되어 2위인 마이라 알다나가 참가하게 되었다.
- 덴마크 - 산드라 아미르는 미스 덴마크 조직회에 의해 국내 대회 없이 우승자로 선발되었다.
- 이집트 - 사라 엘-코울리는 정치적 이유로 국내 대회 없이 우승자로 선발되었다. 사라는 미스 월드 2010에 출전하였다. 미인대회는 이슬람 문화권 국가들에게 환영받지 못하고 있다.미인대회는 이슬람 무슬림권 지역국가들에게 환영 못한다. 왜냐하면 아랍지역 은 납치 강도 성폭행범죄 준강간 성추행 등 발생하는 지역이기때매 미인대회주최 관계자 에 말은 사실이다. 이집트의 정세 혼란으로 미인대회 우승자도 안정을 꾀하기 어렵다는 생각에 자진 사퇴하였다가, 많은 사람들의 응원 속에서 미스 이집트 조직회에 미스 유니버스 2011 참가 의사를 밝혔다.
- 그리스 - 일리아나 파파욜기우는 스타 헬라스 (미스 그리스 조직회)에서 대회 없이 선출 되었는데, 그 이유는 미스 유니버스 2011 합숙기간에 스타 헬라스 대회 (미스 그리스)가 열리기 때문이다.
- 과테말라 - 알레한드라 바리야스는 미스 과테말라 2010의 우승자였으나, 미스 유니버스 2010 대회 시작 전 다리 부상으로 참가하지 못하였고, 2위였던 제시카 셸이 미스 유니버스 2010에 과테말라 대표로 참가하였다. 알레한드라는 2011년에 참가 기회가 주어졌다.
- 카자흐스탄 - 미스 카자흐스탄 조직회는 미스 유니버스 프랜차이즈권을 잃어버려서 새로운 조직회에서 미스 카자흐스탄 유니버스 2011인 발레리야 알레이니코바를 대회 없이 선출하였다.
- 몬테네그로 - 니콜리나 론찰은 미스 몬테네그로 2010에서 우승하였으나, 미스 유니버스 조직회에서 요구하는 최소한의 나이인 18살이 되지 않아 미스 유니버스 2010에 참가하지 못하였고, 2011년에 18세가 되어 참가 기회가 주어졌다.
- 베트남 - 호앙 마이 부는 국내 대회 없이 베트남의 문화부에서 직접 선출하여 미스 유니버스 2011에 참가하게 되었다.
- 베네수엘라,  포르투갈 - 미스 베네수엘라 2010 바네사 곤칼베스는 포르투갈에서 태어나 베네수엘라로 이민을 갔고, 미스 포르투갈 우니베르소 2011 로라 곤칼베스는 베네수엘라에서 태어나 포르투갈로 이민을 갔다. 이 둘의 공통점은 같은 성씨를 가졌으며, 태어난 나라와 다른 나라로 서로 이민을 갔다는 점이다.

## 논란
- 브라질 - 프리실라 마차도는 대회 전 촬영한, 상반신이 모두 노출된 사진으로 논란이 되었다. 미스 브라질 조직회가 문제가 없다고 판단하여 마차도는 왕관을 박탈당하지 않았다. 미스 유니버스 조직회의 대회에서 토플리스 사진으로 논란이 된 최근 사건의 인물들은, 미스 프랑스 2008 발레리 베그, 미스 유니버스 2008 다야나 멘도사, 미스 캘리포니아 USA 2009 캐리 프리진, 미스 러시아 2009 소피야 루디예바, 몇몇의 미스 유니버스 2010 후보 등이 있다. 미스 프랑스 2008 발레리 베그는 왕관을 박탈당하지는 않았으나, 국제 대회 참가권을 박탈당하여서 미스 프랑스 2008의 2위인 로라 탕구이가 미스 유니버스 2008과 미스 월드 2008에 참가하였다. 미스 캘리포니아 USA 2009 캐리 프리진은 미스 USA 2009 대회에서 자신이 기독교 신자라고 밝히며 동성 결혼에 반대하는 입장을 표명하여서 동성애자들의 야유를 받았으며, 대회 전의 토플리스 사진, 섹스팅 사건으로 논란이 또 다시 불거졌다.

- 콜롬비아 - 카탈리나 로바요가 속옷을 착용 하지 않은채 칵테일 드레스를 입고 앉아있는 성기 노출 사진이 논란이 되었는데, FOX에서는 미스 유니버스 조직회에 로바호의 사진에 대한 인터뷰를 신청하였다. 로바요는 속옷을 착용하였다고 하였는데, 이 사진을 본 네티즌들은 로바호가 거짓말을 하고 있다고 하는 의견이 많았다. 미스 유니버스 조직회의 회장인 폴라 슈가트는 로바요에 대해 부정적인 입장을 표명하였다. 로바요의 사건이 간접적인 영향을 미친 사건이 있는데, 미스 유니버스 조직회는 공식 수영복 업체인 카탈리나 사의 수영복의 수위가 높다는 판단하에 선정적으로 비치지 않게 끔 새로 만들어 달라고 주문하였다. 미스 유니버스 조직회는 신체의 중요한 부위가 노출 될 수도 있는 사건을 미연에 방지 하고자 하기 위해서라고 밝혔다.

- 중국 - 뤄 즈린과 미스 유니버스 차이나의 디렉터 유 사이 칸은 미스 유니버스 2011 합숙기간에 예선 심사위원인 알바로 가네로와 만남을 가져서 미인대회 팬들은 물론 각국 디렉터들이 미스 유니버스 조직회에 알바로 가네로를 심사위원 자격에서 박탈 해달라는 청원과 항의를 보냈다. 알바로 가네로가 예선 심사위원으로 임명되기 이전에는 뤄 즈린의 개인 활동에 대한 약간의 형평성 논란만 존재하였는데, 임명된 이후에 논란이 더욱 거세졌다. 참가자나 디렉터가 예선, 본선 전에 심사위원과 개인적인 친분을 함께 할 경우 로비 의혹이 생길 수 있다는 점이 항의를 하게 만든 이유이다. 결국 알바로 가네로는 2011년 9월 1일에 예선 심사위원 자격을 박탈 당하였다. 같은 선례로 미스 유니버스 2004의 예선 심사위원이었던 크와메 잭슨도 참가자들과 예선 전에 만남을 가지게 되었기 때문에 예선 심사위원의 자리를 박탈 당하였다.

## 같이 보기
- 미스 유니버스
- 미스 USA
- 미스 월드
- 미스터 월드